# Thérèse Ansingh

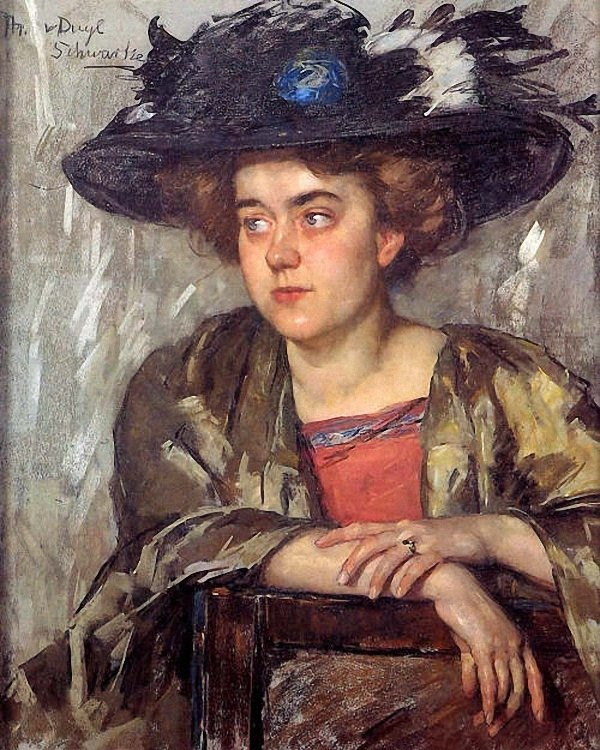
Thérèse Ansingh, gemalt von Thérèse Schwartze, um 1911

Theresia „Thérèse“ Peizel-Ansingh, besser bekannt unter dem Pseudonym Sorella (* 9. Juli 1883 in Amsterdam; † 16. September 1968 ebenda), war eine niederländische Malerin.

## Leben
Thérèse Ansingh war das jüngste Kind des Apothekers Edzard Willem Ansingh (1826–1910) und von Clara Theresa Schwartze (1848–1923) aus Ruinen und wuchs mit ihren Geschwistern Maria Elisabeth Georgina Lizzy Ansingh (1875–1959), Aletta Anna Reiniera (1878–1939) und John George (1877–1961) in Amsterdam auf. Sie lebte mit ihrer Familie in der Prinsengracht, Ecke Utrechtsestraat, wo sich im Erdgeschoss die väterliche Apotheke befand.

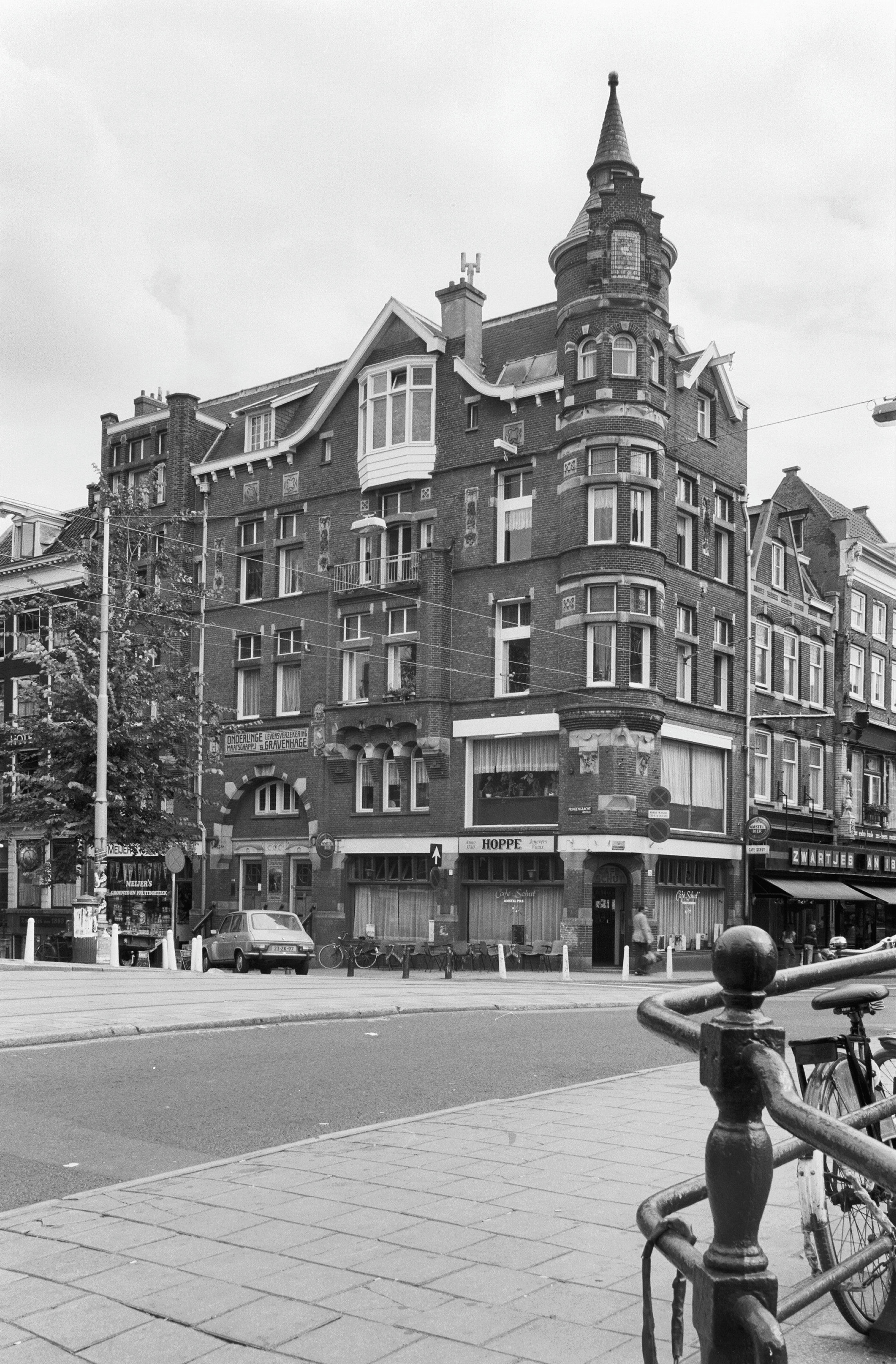
Utrechtsestraat 119, Geburtshaus von Thérèse Ansingh
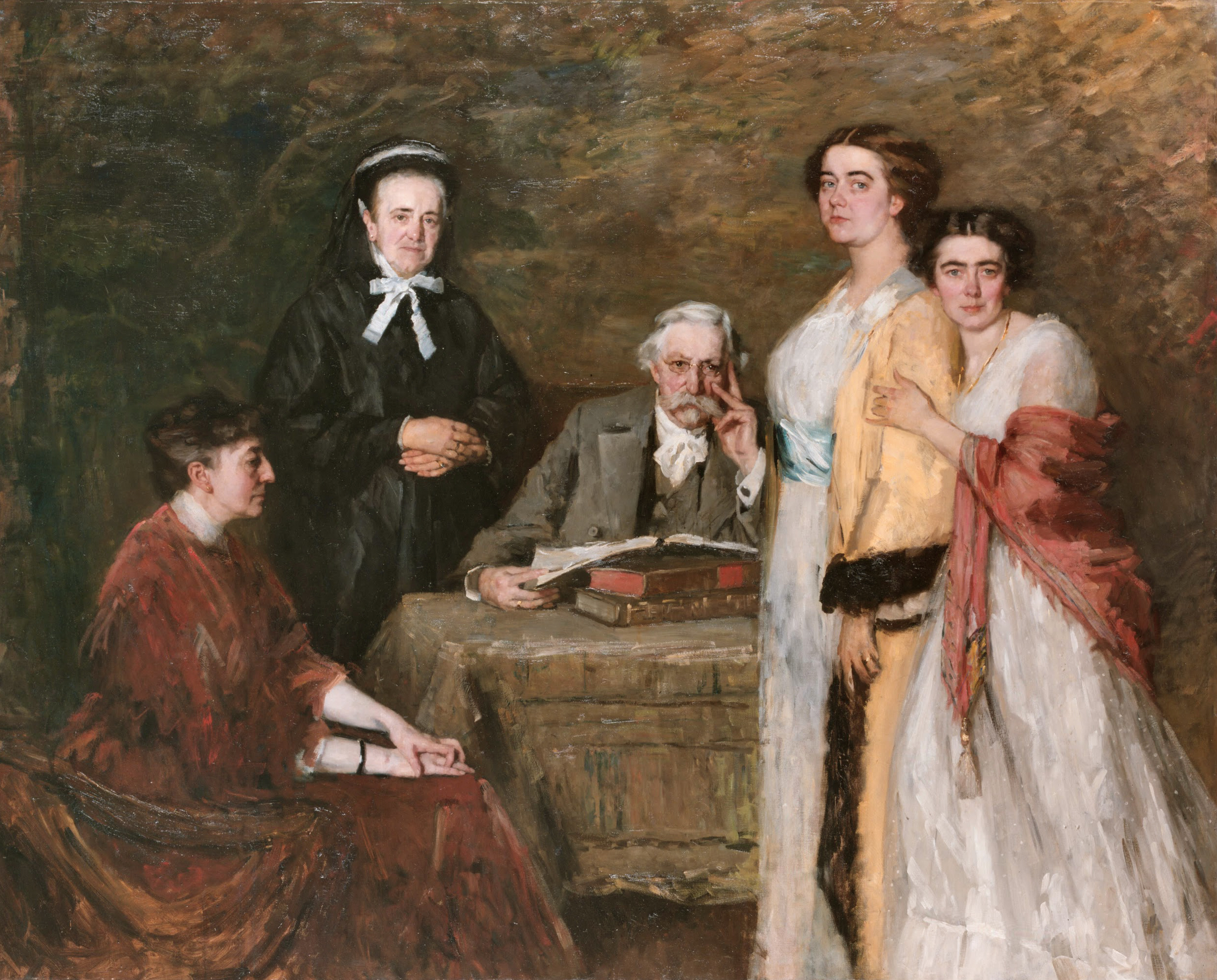
„Mijne huisgenooten“, (Thérèse 2. v. rechts) gemalt von Thérèse Schwartze, ca. 1915

Thérèse Ansingh stammte von der Seite ihrer Mutter aus einer Künstlerfamilie und hatte einen engen Kontakt zu ihren Verwandten, da das Elternhaus ihrer Mutter schräg gegenüber an der Prinsengracht 1091 stand. Dort lebten ihre Großmutter Elisa Schwartze-Hermann (1822–1896), ihr Großvater, der Maler Johann Georg Schwartze (1814–1874), der die Künstlervereinigung Arti et Amicitiae mitbegründet hatte, ihre Tanten Thérèse Schwartze (1851–1918), Malerin, und Georgine Schwartze (1854–1935), Bildhauerin, sowie ihr Onkel George Washington Schwartze (1857–1909), Landschaftsmaler. Auch ihre Schwester Lizzy wurde Malerin. Ihr Vater ermunterte sie, an der Rijksakademie van beeldende kunsten Malerei zu studieren, aber sie wollte Sängerin werden und ging 1907 nach London. Dort erhielt sie mehrere Jahre lang Unterricht bei verschiedenen Gesangslehrern, finanziell unterstützt durch ihre Schwester Lizzy. Um 1915 kehrte sie in die Niederlande zurück und wohnte wieder in ihrem Elternhaus. Sie trat, vermutlich wegen unüberwindbarem Lampenfieber, nie auf.
Thérèse Ansingh heiratete im April 1917 in Amsterdam den Maler Bartele „Bart“ Peizel (1887–1974) aus Veendam. Sie bezog mit ihm eine Wohnung in der Prinsengracht 1087 direkt neben ihrer Schwester Lizzy, die in der Nr. 1091 wohnte. Sie verbrachte ihre Zeit mit ihrer Familie, unternahm Ausflüge und besuchte Ausstellungen. Ihr Mann betrachtete die Heirat vor allem zweckmäßig, da sie ihm Zugang zur Amsterdamer Kunstwelt und zu potenziellen Kunden verschaffte und betrog seine Frau regelmäßig. Mit Thérèse Ansinghs Schwester Lizzy pflegte er allerdings eine langjährige Freundschaft und beide zusammen hatten großen Einfluss auf die Kunstenaarsvereniging Sint Lucas, deren Vorsitzender er 27 Jahre lang war.
Thérèse Ansingh begann unter dem Pseudonym „Sorella“ (Schwester) 1932 plötzlich mit der Malerei und stellte in den Folgejahren regelmäßig aus. In ihren letzten Jahren verbrachte sie viel Zeit in ihrem Atelier und bei der Künstlervereinigung Arti et Amicitiae, wo sie von der jungen Künstlergeneration Wertschätzung erhielt, im Gegensatz zu ihrem Mann, dessen akademischer Malstil inzwischen als veraltet galt. Thérèse Ansingh starb im September 1968 und wurde auf dem Friedhof Rustoord in Diemen beigesetzt. Von dem kleinen Œuvre Thérèse Ansinghs vernichtete ihr Mann Bart Peizel vermutlich aus Eifersucht einige Werke.

## Werk
Da Thérèse Ansingh nie eine künstlerische Ausbildung erhalten hatte, arbeitete sie autodidaktisch. Zeitgenössische Kritiker diskutierten ihre Gemälde oft in Hinblick auf die Arbeiten der Amsterdamse Joffers, zu denen ihre Schwester Lizzy gehörte, Thérèse aber nicht. Ihre Arbeit unterschied sich stark von der akademischen Malweise dieser Gruppe und auch von den Bildern ihres Mannes, ohne deshalb der Moderne zu entsprechen. An zeitgenössischen Kunstrichtungen hatte sie kein Interesse. Ihr Stil wurde als eigenwillig, „naiv“ und „spontan“ beschrieben und tendierte, „frei von Bindung an Traditionen, zu naiver poetischer Ausdrucksweise“. Zu ihren Sujets gehörten Blumenbilder; Tier- und vor allem Hundedarstellungen, Porträts sowie Gemälde von Kindern und Frauen in Öl und Pastell. Sie war Mitglied der Künstlervereinigungen De Onafhankelijken, von Sint Lucas in Amsterdam ab 1940, der Maatschappij Rembrandt ab 1941, des Hollandsche Kunstenaarskring ab 1943 und von Arti et Amicitiae in Amsterdam ab 1950.
Anerkennung und Wertschätzung erfuhr Thérèse Ansinghs Werk hauptsächlich in einem kleinen Künstlerkollegenkreis und von einigen Kritikern, wie Kasper Niehaus. Der Kunstkritiker Hans Redeker sprach von „der Kühle und Reinheit eines [...] ganz persönlichen Oeuvres“, ihrem „seltenen Sinn für Farbe“ und „natürlichen Talent“ sowie „eine ganz eigene, einfühlsame und intensive Sicht auf die Welt“. Die meisten betrachteten sie jedoch als den „schrägen Vogel im Hintergrund“ oder sogar als die „hässliche Schwester“ der Joffers.

## Ausstellungen und Auszeichnungen (Auswahl)
Werke von Thérèse Ansingh befinden sich in der Rijkscollectie Amsterdam und dem Museum Singer Laren.
- 1992: Met verve, Wanderausstellung
- 1973: Retrospektive, Galerie Siau, Amsterdam
- 1967: Galerie Aemstelle, Amstelveen
- 1965: Arti et Amicitiae, Rokin 112, Amsterdam
- ab 1936 bis 1965: regelmäßige Beteiligung an den Mitgliedsausstellungen der Künstlervereinigungen Arti et Amicitiae und Sint Lucas im Stedelijk Museum, Amsterdam
- 1956 Auszeichnung mit der goldenen Arti-Medaille für ihr Gemälde „Mijn lief dier“
- 1955: Einzelausstellung
- 1944: Gruppenausstellung, Hollandsche Kunstenaarskring, Stedelijk Museum, Amsterdam
- 1943: Gruppenausstellung, Hollandsche Kunstenaarskring, Stedelijk Museum, Amsterdam
- 1941: Gruppenausstellung, Maatschappij Rembrandt, Stedelijk Museum, Amsterdam
- 1941: Auszeichnung mit dem Sint-Lucas-Preis für das Gemälde „Miss Havisham bij haar bruidstaart“[4]
- 1941: Gruppenausstellung, Kunstzaal Bennewitz, Den Haag
- 1939: Onze kunst van heden. Rijksmuseum Amsterdam
- 1937: Gruppenausstellung, Hollandsche Kunstenaarskring, Stedelijk Museum, Amsterdam
- 1934: erste Einzelausstellung, Galerie Santee Landwehr, Amsterdam[1][2]